# Crataegus opulens
Crataegus opulens es una especie de planta del género Crataegus, perteneciente a la familia Rosaceae.

## Taxonomía
Crataegus opulens fue descrita por Charles Sprague Sargent en 1903.

## Distribución
Se encuentra en el territorio de Míchigan y Nueva York.